# Benjamin Lay
Benjamin Lay (26 gennaio 1682 – 3 febbraio 1759) è stato un attivista inglese, considerato il primo abolizionista moderno.

## Biografia

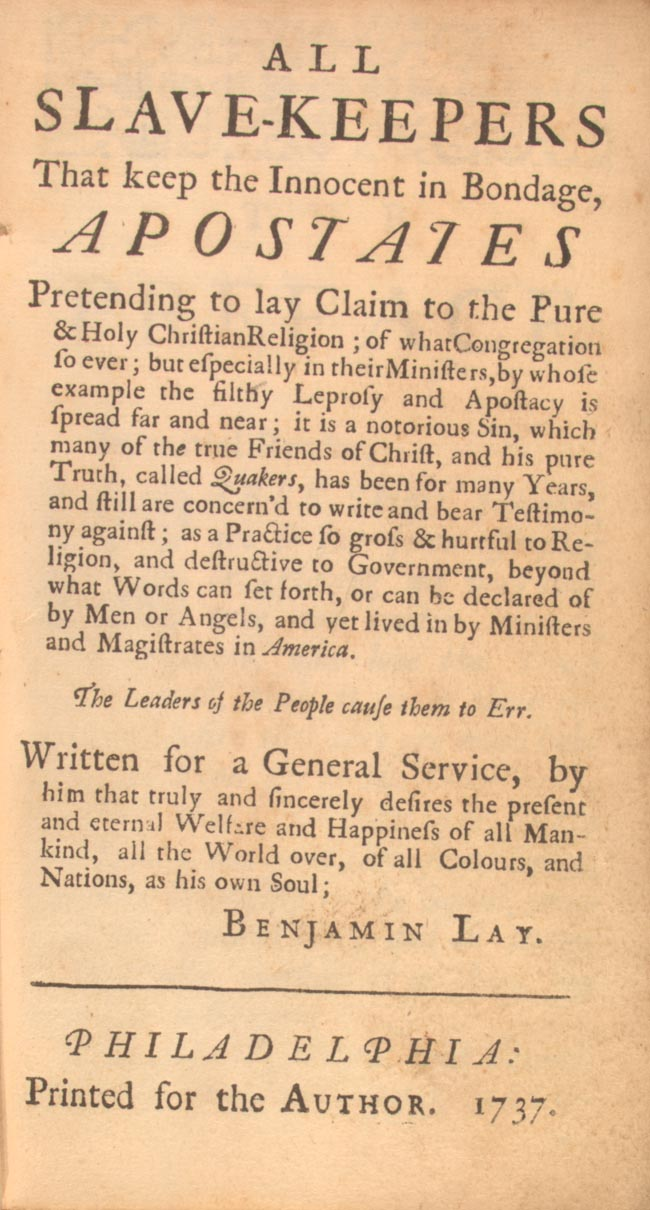
Una condanna della schiavitù scritta da Benjamin Lay nel 1737 a Filadelfia

Di religione quacchera, emigrò nel 1731 nelle colonie americane. Come Thomas Tryon – al quale si rifaceva direttamente – era stato mercante nei Caraibi, cercando di battersi contro lo schiavismo.
Proseguì le sue battaglie in Pennsylvania, dove si dedicò all'apicoltura e alla coltivazione di ortaggi e canapa, impegnandosi anche a diffondere il vegetarianismo con gesti eclatanti. Lay non consumava cibi né indossava abiti che fossero costati la vita agli animali o che derivassero dal lavoro degli schiavi.
I compagni quaccheri di Lay lo soprannominarono Irrepressible Prophet («profeta incontenibile»).
Le efferatezze verso gli schiavi africani di cui era stato testimone nel periodo in cui viveva alle Barbados lo spinsero, nel 1738 – quarant’anni prima che nel mondo anglo-americano emergesse un vero movimento anti-schiavista – a pubblicare All Slave-keepers that keep the Innocent in Bondage, Apostates, pamphlet in cui chiedeva la fine immediata e incondizionata della schiavitù in tutto il mondo.